# Космос-1515
Космос-1515 је један од преко 2400 совјетских вјештачких сателита лансираних у оквиру програма Космос.
Космос-1515 је лансиран са космодрома Плесецк, СССР, 15. децембра 1983. Ракета-носач Циклон-3 је поставила сателит у орбиту око планете Земље. 